# Tuyết lở tại hầm Salang 2010
Vụ tuyết lở tại hầm Salang năm 2010 là một loại 36 vụ tuyết lở diễn ra ngày 8 và 9 tháng 2 năm 2010 bao trùm vùng tiếp cận phía Nam đường hầm Salang về hướng bắc của Kabul, Afghanistan, chôn vùi hơn 3,2 km đường, giết chết ít nhất 172 người và làm mắc kẹt hên 2000 khách du lịch. Nguyên nhân là một cơn bão bất hường trên núi Hindu Kush nằm ở Afghanistan.

## Lở tuyết

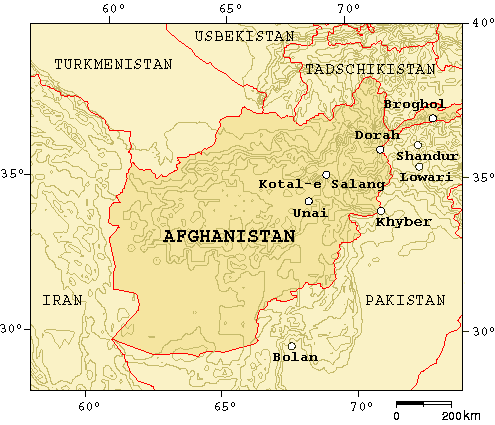
Địa hình núi tại Afghanistan

Mưa gió nghiêm trọng trong khu vực ngay trước vụ việc gây ra lên đến 17 vụ tuyết lở chôn vùi ít nhất 3,2 km đường bộ trong hầm Salang làm hàng ngàn người bị mắc kẹt trong xe của họ khi đang đi qua đường hầm, và cắt đứt một trong những con đường giao thông chính nối liền miền Bắc Afghanistan. Các lời ghi nhận chính thức ngay sau vụ lở tuyết rằng có lên đến 64 người có thể đã chết và nhiều người khác cũng sắp tương tự. Bộ trưởng Nội thất Afghanistan Mohammad Hanif Atmar tin rằng có thể có ít nhất 2.500 người bị mắc kẹt trong xe của họ. Nhiều xe bị đẩy xuống vùng núi và hàng trăm chiếc xe bị chôn vùi trong tuyết. Trong số những người sống sót có nhiều người bị thương.
Nguyên nhân vụ tuyết lở là do một trận bão tuyến đột ngột hoành hành khu vực, bao phủ đường hầm và các tuyến đường xung quanh nó trên cả hai mặt của đường hầm. Đường hầm được mở cửa trở lại ngày 12 tháng 2 năm 2010. Hàng năm khoảng 250 vụ tuyết lở trên đường đi, và tổng số tử nạn trong mùa 2008/9 là khoảng 40 người.